# Gloria di Schönburg-Glauchau
Gloria di Schönburg-Glauchau, principessa di Thurn und Taxis (nata Contessa Mariae Gloria Ferdinanda Gerda Charlotte Teutonia Franziska Magarethe Frederike Simone Johanna Joachima Josefine Wilhelmine Huberta von Schönburg in Glauchau und Waldenburg; Stoccarda, 23 febbraio 1960), è un membro, per matrimonio, del casato tedesco di Thurn und Taxis.

## Biografia
Gloria nacque il 23 febbraio 1960, come figlia del conte Joachim di Schönburg-Glauchau e della contessa Beatrix Széchenyi de Sárvár-Felsővidék. Suo fratello, il conte Alexander di Schönburg-Glauchau, è un giornalista e scrittore di romanzi di grande successo in Germania. Sua cognata, Irina Verena d'Assia è una pronipote del principe Filippo di Edimburgo e Gloria stessa è una parente di Sophie Chotek von Chotkowa, duchessa di Hohenberg.
Sebbene fosse una contessa, la sua famiglia non versava in condizioni economiche favorevoli, pertanto Gloria lavorò come cameriera nella località sciistica svizzera di Sankt Moritz, prima di sposare il principe Giovanni di Thurn und Taxis, che era nato nel 1926. Nota come "principessa punk" e "principessa TNT", Gloria fu un'icona durante gli anni '80. Era conosciuta per i suoi acquisti lussuosi oltre che per le continue feste a cui partecipava o che organizzava. Tuttavia, con la morte di Giovanni, le spese folli si arrestarono a causa delle forti tasse che gravavano sulla proprietà che suo marito aveva lasciato.
La coppia ebbe tre figli:
- la principessa Maria Teresa (Maria Theresia Ludowika Klothilde Helene Alexandra di Thurn und Taxis) (Ratisbona, 28 novembre 1980),
- la principessa Elisabeth (Elisabeth Margarethe Maria Anna Beatriz di Thurn und Taxis) (Ratisbona, 24 marzo 1982),
- il principe Alberto (Albert Maria Lamoral Miguel Johannes Gabriel di Thurn und Taxis) (Ratisbona, 24 giugno 1983).

Dopo la morte di suo marito, la principessa Gloria funse da tutore per la minore età del figlio, Alberto II, il nuovo capo del casato di Thurn und Taxis. Durante la tutela, Gloria controllava 2 miliardi di dollari della fortuna dei Thurn und Taxis.
Nel 2001 fu severamente criticata per aver affermato in un talkshow che l'alto tasso di AIDS nei paesi africani non era dovuto alla mancanza della pratica del sesso sicuro, ma al fatto che "ai neri piace copulare ('schnackseln') un sacco". Nel 2008 disse in un'intervista che il motivo dell'alto numero di accoppiamento dei neri ha a che fare con il clima caldo del luogo.

## Ascendenza
|                                       |                |                                        | Genitori                                  |  |  | Nonni |  |  | Bisnonni                       |  |  | Trisnonni                            |  |
|                                       |                |                                        |                                           |  |  |       |  |  | Joachim von Schönburg-Glauchau |  |  | Karl Heinrich von Schönburg-Glauchau |  |
|                                       |                |                                        |                                           |  |  |       |  |  | Joachim von Schönburg-Glauchau |  |  | Karl Heinrich von Schönburg-Glauchau |  |
|                                       |                | Adelheid von Rechteren-Limpurg         |                                           |  |  |       |  |  | Joachim von Schönburg-Glauchau |  |  |                                      |  |
| Friedrich Carl von Schönburg-Glauchau |                |                                        |                                           |  |  |       |  |  | Joachim von Schönburg-Glauchau |  |  |                                      |  |
|                                       |                | Oktavia Chotek von Chotkowa und Wognin | Bohuslaw Chotek von Chotkow               |  |  |       |  |  |                                |  |  |                                      |  |
|                                       |                | Oktavia Chotek von Chotkowa und Wognin | Bohuslaw Chotek von Chotkow               |  |  |       |  |  |                                |  |  |                                      |  |
|                                       |                | Oktavia Chotek von Chotkowa und Wognin | Wilhelmina Kinsky von Wchinitz und Tettau |  |  |       |  |  |                                |  |  |                                      |  |
| Joachim von Schönburg-Glauchau        |                | Oktavia Chotek von Chotkowa und Wognin |                                           |  |  |       |  |  |                                |  |  |                                      |  |
|                                       |                | Rudolf Baworowski                      | Józef Marian Baworowski                   |  |  |       |  |  |                                |  |  |                                      |  |
|                                       |                | Rudolf Baworowski                      | Józef Marian Baworowski                   |  |  |       |  |  |                                |  |  |                                      |  |
|                                       |                | Rudolf Baworowski                      | Franziska zu Hardegg                      |  |  |       |  |  |                                |  |  |                                      |  |
| Maria Anna von Barorów-Baworowska     |                | Rudolf Baworowski                      |                                           |  |  |       |  |  |                                |  |  |                                      |  |
|                                       |                | Fanny von Chorinsky und Ledske         | Victor Paul von Chorinsky und Ledske      |  |  |       |  |  |                                |  |  |                                      |  |
|                                       |                | Fanny von Chorinsky und Ledske         | Victor Paul von Chorinsky und Ledske      |  |  |       |  |  |                                |  |  |                                      |  |
|                                       |                | Fanny von Chorinsky und Ledske         | Anna zu Trauttmansdorff-Weinsberg         |  |  |       |  |  |                                |  |  |                                      |  |
| Gloria von Schönburg-Glauchau         |                | Fanny von Chorinsky und Ledske         |                                           |  |  |       |  |  |                                |  |  |                                      |  |
|                                       | Ödön Széchényi | István Széchenyi                       |                                           |  |  |       |  |  |                                |  |  |                                      |  |
|                                       | Ödön Széchényi | István Széchenyi                       |                                           |  |  |       |  |  |                                |  |  |                                      |  |
|                                       | Ödön Széchényi | Crescence Seilern                      |                                           |  |  |       |  |  |                                |  |  |                                      |  |
| Balint Széchényi                      | Ödön Széchényi |                                        |                                           |  |  |       |  |  |                                |  |  |                                      |  |
|                                       |                | Irma Almay                             | Rezső Almay de Almás                      |  |  |       |  |  |                                |  |  |                                      |  |
|                                       |                | Irma Almay                             | Rezső Almay de Almás                      |  |  |       |  |  |                                |  |  |                                      |  |
|                                       |                | Irma Almay                             | Adele Fellner de Feldegg                  |  |  |       |  |  |                                |  |  |                                      |  |
| Beatrix Széchényi                     |                | Irma Almay                             |                                           |  |  |       |  |  |                                |  |  |                                      |  |
|                                       |                | Pavel Pavlovich Golitsyn               | Pavel Vasilyevich Golitsyn                |  |  |       |  |  |                                |  |  |                                      |  |
|                                       |                | Pavel Pavlovich Golitsyn               | Pavel Vasilyevich Golitsyn                |  |  |       |  |  |                                |  |  |                                      |  |
|                                       |                | Pavel Pavlovich Golitsyn               | Yekaterina Nikitichna Trubetskaya         |  |  |       |  |  |                                |  |  |                                      |  |
| Mariya Pavlovna Golitsyna             |                | Pavel Pavlovich Golitsyn               |                                           |  |  |       |  |  |                                |  |  |                                      |  |
|                                       |                | Aleksandra Nikolayevna Meshcherskay    | Nikolay Petrovich Meshchersky             |  |  |       |  |  |                                |  |  |                                      |  |
|                                       |                | Aleksandra Nikolayevna Meshcherskay    | Nikolay Petrovich Meshchersky             |  |  |       |  |  |                                |  |  |                                      |  |
|                                       |                | Aleksandra Nikolayevna Meshcherskay    | Mariya Aleksandrovna Panina               |  |  |       |  |  |                                |  |  |                                      |  |
|                                       |                | Aleksandra Nikolayevna Meshcherskay    |                                           |  |  |       |  |  |                                |  |  |                                      |  |

## Titoli tedeschi
Sebbene il governo federale tedesco non riconosca lo status "nobile" o "reale" per sé, i membri delle ex casate reali, principesche e nobili tedesche utilizzano i loro titoli nobiliari che il governo tedesco considera come cognomi. A titolo di cortesia e per la facilità d'uso, i membri femminili di queste famiglie utilizzano la versione femminilizzata del nome della famiglia.

## Titoli e trattamento
- 23 febbraio 1960 - 31 maggio 1980: Sua altezza illustrissima, la contessa Gloria di Schönburg-Glauchau
- 31 maggio 1980 - 26 aprile 1982 Sua altezza serenissima, la Principessa ereditaria di Thurn und Taxis
- 26 aprile 1982 - 14 dicembre 1990: Sua altezza serenissima, la Principessa di Thurn und Taxis
- 14 dicembre 1990 - attuale: Sua altezza serenissima, la Principessa madre di Thurn und Taxis